# Brudfrämma
Brudfrämma, även kallad Brudsäta eller Brudkläderska, var i äldre tid ett hedersuppdrag med att hjälpa bruden med påklädningen.
Ofta var brudfrämman en äldre kvinna ur någon ansedd familj, ofta präst- eller klockarfrun. Hon intog även under bröllopsfesten en särställning bland gästerna.